# 小泉剛康
小泉 剛康（こいずみ よしやす、1939年〈昭和14年〉2月25日 - 2011年〈平成23年〉8月1日）は、日本の政治家、福井県武生市（現・越前市）長（2期）。福井県議会議員（3期）。行政書士。

## 来歴
福井県出身。1963年〈昭和38年〉法政大学法学部卒。福井県内の高等学校の教員を経て、製図会社を設立し、社長となる。また、新日本ツーリストを設立し、社長となる。1970年〈昭和45年〉から武生市議会議員を務め、議長にもなった。1989年〈平成元年〉武生市長笠原武死去による市長選挙に立候補し、初当選する。1993年〈平成5年〉に無投票で再選。1997年〈平成9年〉に三選を目指したが、医師の三木勅男に敗れた。2003年〈平成15年〉の福井県議会議員選挙に無所属で立候補して当選。2007年〈平成19年〉の選挙は自民党公認で立候補して無投票で再選。2010年〈平成22年〉に副議長に就任した。2011年〈平成23年〉の選挙で三選した。三選から約3ヶ月後の8月1日に髄膜炎で現職のまま死去した。